# Staurastrum crenulatum
Staurastrum crenulatum là một loài Song tinh tảo trong họ Desmidiaceae, thuộc chi Staurastrum.